# 1264 dans les croisades
- Mamelouks :     Az-Zâhir Rukn ad-Dîn Baybars al-Bunduqdari

Cette page regroupe les évènements concernant les Croisades qui sont survenus en 1264 :
Au cours de l'année, le pape Urbain IV charge l'archevêque de Tyr et Jean de Valence de recueillir des subsides pour la Terre-Sainte. 
- février : mort de Jean d'Ibelin, seigneur de Beyrouth. Sa fille Isabelle lui succède[2].